# Colombia en la Copa América 1999
La selección de fútbol de Colombia fue una de las selecciones de fútbol que participó de la Copa América 1999 realizada en Paraguay. Colombia íntegro el Grupo C juntó con Argentina, Uruguay y Ecuador. El equipo comenzó con una victoria de 1 a 0 sobre Uruguay, después Colombia golearía a Argentina por 3 a 0, donde se destacan los 3 penales errados por Martín Palermo, y por último ganaría por la cuenta de 2 a 1 frente a Ecuador, Pasando primera del grupo. Luego en cuartos de final perdería por 3 a 2 frente a Chile.

## Convocados
Datos correspondientes a la situación previa al inicio del torneo.
| #     | Nombre                | Posición       | Edad           | Club                   |
| ----- | --------------------- | -------------- | -------------- | ---------------------- |
| 1     | Miguel Calero         | Arquero        | 28             | Atlético Nacional      |
| 12    | René Higuita          | Arquero        | 32             | Independiente Medellín |
| 22    | Agustín Julio         | Arquero        | 24             | Santa Fe               |
| 5     | Jorge Bermúdez        | Defensa        | 28             | Boca Juniors           |
| 2     | Iván Ramiro Córdoba   | Defensa        | 22             | San Lorenzo            |
| 3     | Roberto Carlos Cortés | Defensa        | 22             | Independiente Medellín |
| 15    | Pedro Portocarrero    | Defensa        | 22             | Santa Fe               |
| 18    | Rubiel Quintana       | Defensa        | 21             | Cortuluá               |
| 16    | Jersson González      | Defensa        | 24             | América de Cali        |
| 21    | Mario Yepes           | Defensa        | 23             | River Plate            |
| 13    | Jorge Bolaño          | Mediocampista  | 22             | Parma AC               |
| 20    | Freddy Grisales       | Mediocampista  | 23             | Atlético Nacional      |
| 8     | John Harold Lozano    | Mediocampista  | 27             | Valladolid             |
| 17    | Johnnier Montaño      | Mediocampista  | 16             | Parma AC               |
| 10    | Neider Morantes       | Mediocampista  | 23             | Atlético Nacional      |
| 6     | Juan Carlos Ramírez   | Mediocampista  | 27             | Junior de Barranquilla |
| 4     | Alexander Viveros     | Mediocampista  | 21             | Deportivo Cali         |
| 14    | Arley Betancourth     | Delantero      | 24             | CA Lanús               |
| 9     | Víctor Bonilla        | Delantero      | 28             | Real Sociedad          |
| 7     | Edwin Congo           | Delantero      | 22             | Valladolid             |
| 19    | Hamilton Ricard       | Delantero      | 25             | Middlesbrough          |
| 11    | Henry Zambrano        | Delantero      | 25             | MetroStars             |
| D. T. | Javier Álvarez        | Javier Álvarez | Javier Álvarez |                        |

## Participación
| Selección | Pts. | PJ | PG | PE | PP | GF | GC | Dif. |
| --------- | ---- | -- | -- | -- | -- | -- | -- | ---- |
| Colombia  | 9    | 3  | 3  | 0  | 0  | 6  | 1  | +5   |
| Argentina | 6    | 3  | 2  | 0  | 1  | 5  | 4  | +1   |
| Uruguay   | 3    | 3  | 1  | 0  | 2  | 2  | 4  | –2   |
| Ecuador   | 0    | 3  | 0  | 0  | 3  | 3  | 7  | –4   |

| 1 de julio de 1999 | Uruguay | 0:1 (0:1) | Colombia    | Estadio General Pablo Rojas, Asunción |                                      |
|                    |         | Reporte   | 20' Bonilla | Árbitro(s): Wilson de Souza (Brasil)  | Árbitro(s): Wilson de Souza (Brasil) |

| 4 de julio de 1999              | Argentina | 0:3 (0:1) | Colombia                                     | Estadio Feliciano Cáceres, Luque     |                                      |
|                                 |           | Reporte   | 10' (pen.) Córdoba · 79' Congo · 87' Montaño | Árbitro(s): Ubaldo Aquino (Paraguay) | Árbitro(s): Ubaldo Aquino (Paraguay) |
| Martín Palermo falló 3 penales. |           |           |                                              |                                      |                                      |

| 7 de julio de 1999 | Colombia                  | 2:1 (2:0) | Ecuador      | Estadio Feliciano Cáceres, Luque    |                                     |
|                    | Morantes 37' · Ricard 39' | Reporte   | 50' Graziani | Árbitro(s): Masayoshi Okada (Japón) | Árbitro(s): Masayoshi Okada (Japón) |

### Cuartos de final
| 11 de julio de 1999 | Colombia                | 2:3 (2:1) | Chile                         | Estadio Feliciano Cáceres, Luque                                       |                                                                        |
|                     | Bolaño 7' · Bonilla 35' | Reporte   | 25', 50' Reyes · 65' Zamorano | Asistencia: 12 000 espectadores Árbitro(s): Armando Archundia (México) | Asistencia: 12 000 espectadores Árbitro(s): Armando Archundia (México) |

## Goleadores
| Jugador             | Goles anotados | Asis. | PJ |      |
| Víctor Bonilla      | 2              | 0     | 4  | 244' |
| Iván Ramiro Córdoba | 1              | 1     | 3  | 270' |
| Neider Morantes     | 1              | 1     | 2  | 88'  |
| Hamilton Ricard     | 1              | 0     | 4  | 264' |
| Jorge Bolaño        | 1              | 0     | 3  | 225' |
| Johnnier Montaño    | 1              | 0     | 3  | 96'  |
| Edwin Congo         | 1              | 0     | 3  | 68'  |
| Freddy Grisales     | 0              | 2     | 4  | 330' |
| Henry Zambrano      | 0              | 2     | 3  | 108' |
| John Harold Lozano  | 0              | 1     | 3  | 270' |
| Arley Betancourth   | 0              | 1     | 3  | 233' |
| ------------------- | -------------- | ----- | -- | ---- |